# تيناشي
تيناشي جورجينسن كاتشنوي (بالإنجليزية: Tinashe Jorgensen Kachingwe)‏ هي مغنية آر أند بي وبوب وكاتبة اغاني وراقصة وممثلة أمريكية ولدت في 6 فبراير 1993 في مدينة ليكسينغتون، كنتاكي، الولايات المتحدة.
بدأت مسيرتها الفنية في عمر الـ 3 سنوات. قامت تيناشي بإصدار أول ميكستيب "In Case We Die" في 1 فبراير، 2012 و "Reverie" في 6 سبتمبر، 2012. وتعاقدت بعدها مع شركة "RCA Records"، وقامت بإصدار الميكستيب الثالث بعنوان "Black Water" في 26 نوڤمبر، 2013. وقامت تيناشي بإصدار أول ألبوم ستوديو لها "Aquarius" في 7 أكتوبر 2014 الذي احتوى على أغنيتها الشهيرة "2 On"، والذي كانت المرتبة الأولى في قائمة Billboard Hot 100. ترشحت تيناشي لعدة جوائز منها "Soul Train Award" في 2014، و "Best New Artist" في "Bet Awards" في 2015. شاركت تيناشي في العديد من الأغاني منها "Jealous", "Drop That Kitty", "All My Friends".

## روابط خارجية
- تيناشي على موقع IMDb (الإنجليزية)
- تيناشي على موقع روتن توميتوز (الإنجليزية)
- تيناشي على موقع ألو سيني (الفرنسية)
- تيناشي على موقع ميوزك برينز (الإنجليزية)
- تيناشي على موقع أول موفي (الإنجليزية)
- تيناشي على موقع أول ميوزيك (الإنجليزية)
- تيناشي على موقع ديسكوغز (الإنجليزية)
- تيناشي على موقع قاعدة بيانات الفيلم (الإنجليزية)
- تيناشي على موقع كينوبويسك (الروسية)